# Josef Halberkann
Philipp Josef Halberkann (* 17. Januar 1880 in Xanten; † 5. Februar 1952 in Lechenich) war ein deutscher Apotheker und Chemiker.

## Leben
Philipp Josef Halberkann wurde 1880 in Xanten geboren und machte 1904 sein Staatsexamen als Apotheker und sein medizinisches Staatsexamen. Ein Jahr später folgte das Verbandsexamen. Von 1905 bis 1907 studierte er Chemie an der Universität Rostock. 1907 machte er dann sein Examen als Nahrungsmittelchemiker und übernahm eine Stelle als Assistent am Institut für Pharmakologie seiner Universität. Außerdem promovierte er als Doktor der Philosophie. 1908 wechselte er Assistent zum Hygienischen Institut in Rostock. Im Jahr 1910 beendete er diese Tätigkeit und wurde Inhaber eines chemischen Untersuchungslabors in Köln. Von 1914 bis 1922 war er schließlich als wissenschaftlicher Assistent für die Abteilung Chemie des Instituts für Schiffs- und Tropenkrankheiten tätig. Halberkann nahm von 1915 bis 1917 am Ersten Weltkrieg teil. Im Februar/März 1922 begleitete er einen Hilfstransport in die deutschen Kolonien an der Wolga zur Bekämpfung der dortigen Hungersnot. Von 1922 bis 1948 leitete er die chemisch-physiologische Abteilung des Allgemeinen Krankenhauses Barmbek. Im Jahr 1926 wurde er zum Wissenschaftlichen Rat ernannt, zwei Jahre später erhielt er die Dienstbezeichnung Professor.
Josef Halberkann entdeckte 1921, dass die Reaktion von N-Acylisatinen mit einer Base 2-Hydroxychinolin-4-carbonsäuren liefert. Dies stellt die sogenannte Halberkann-Variante der Pfitzinger-Reaktion dar.
Halberkann war ab 1920 verheiratet. Am 9. Juli 1937 beantragte er die Aufnahme in die NSDAP und wurde rückwirkend zum 1. Mai desselben Jahres aufgenommen (Mitgliedsnummer 4.956.421). Im Zuge der Entnazifizierung wurde er in Kategorie V eingestuft (Entlastete).